# 2013년 정동진독립영화제
제15회 정동진독립영화제는 2013년 8월 2일에 열린 시상식이다.

## 수상 및 후보

### 땡그랑동전상
- 4교시 체육시간 - 예민희 수상
- 잘 먹고 잘 사는 법 - 정한진 수상
- 마이 플레이스 - 박문칠 수상

### 섹션1
- 천사가 되려면 - 박종혁 외 1명
- 그녀의 연기 - 김태용
- 당신이 버린 개에 관한 이야기 - 이종혁 외 1명
- 4교시 체육시간 - 예민희

### 섹션2
- 자네 아내와 여행을 가고 싶네 - 모칸
- 열애 - 김병훈
- 해운대소녀 - 이정홍
- 잘 먹고 잘 사는 법 - 정한진

### 섹션3
- 예술수업 - 김혜경
- 깁스를 한 남자 - 이은정
- 저수지의 괴물 - 이성강
- 주희 - 허정

### 섹션4
- 황소와 도깨비 - 김정호
- 몽구스피킹 - 우문기
- 피크닉 투게더 - 임승진
- 보청기 - 김양희

### 섹션5
- 혼자여도 괜찮아 - 유혜지
- 춘정 - 이미랑
- 오리엔테이션 - 송윤희
- 겨울잠 - 이진우

### 섹션6
- 꾸구리 - 정지형

### 특별섹션1
- 마이 플레이스 - 박문칠